# Салтівська (станція метро)
«Салтівська» — 21-ша станція Харківського метрополітену, кінцева станція Салтівської лінії. Розташована після станції «Студентська». Відкрита 24 жовтня 1986 року.
До 26 липня 2024 року мала назву «Героїв Праці», за назвою колишньої однойменної вулиці та вищого ступеня відзнаки за працю в СРСР. 26 липня 2024 року, відповідно до розпорядження Харківської обласної військової адміністрації, перейменована на станцію «Салтівська», за назвою однойменного житлового масиву Салтівка, в якому розташована станція.
Навколо станції працюють великі торгівельно-розважальні центри, а також проходять 47 тролейбусний і 16 трамвайний маршрути.

## Конструкція
Колонна трипрогінна мілкого закладення з острівною платформою.

## Колійний розвиток
Станція з колійним розвитком — 6-стрілочні оборотні тупики наприкінці лінії.

## Оздоблення
Архітектура станції суворо урочиста, завдяки чіткому ритму прямокутних колон, пластичній структурі стелі з великогабаритних плит з восьмигранними кесонами та ритму світильників зі світлозахисними вертикальними ребрами. Назві станції відповідають геральдичні художньо-декоративні карбовані вставки на колійних стінах із зображеннями орденів та медалей. Стіни та колони оздоблені білим уральським та коричневим закарпатським мармуром, підлога — з плит червоного та сірого граніту.

## Галерея

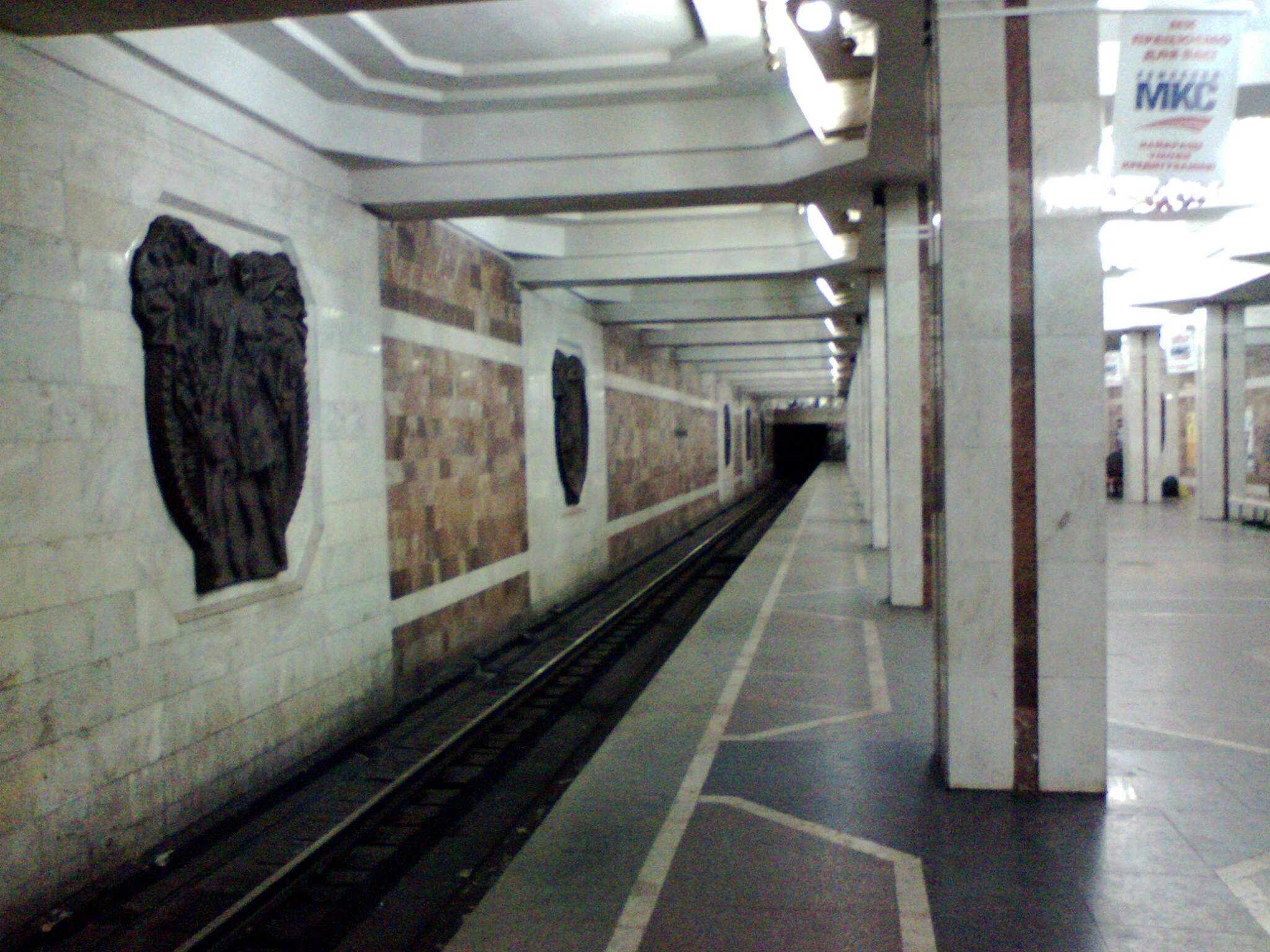
Посадкова платформа
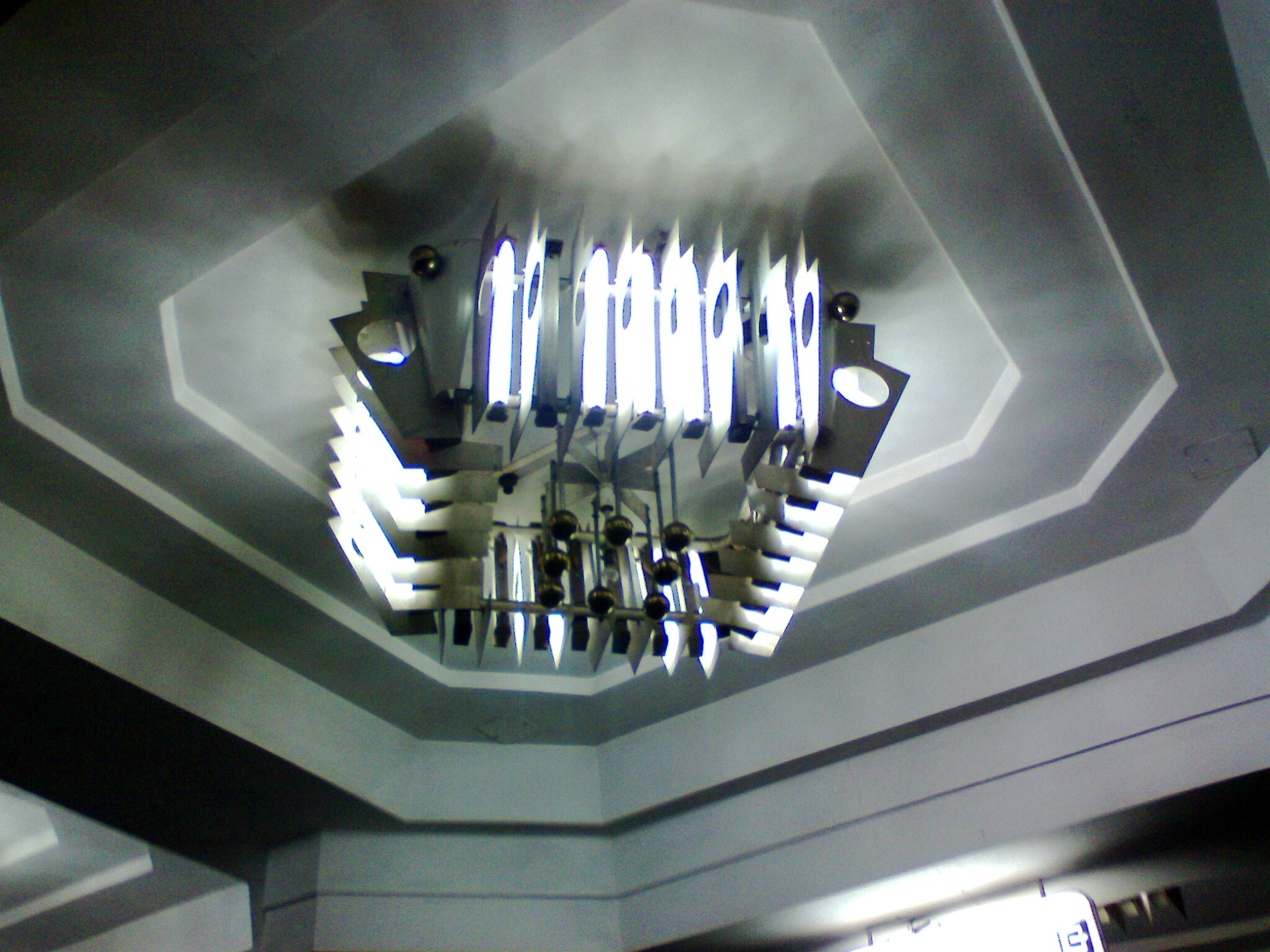
Світильник на станції
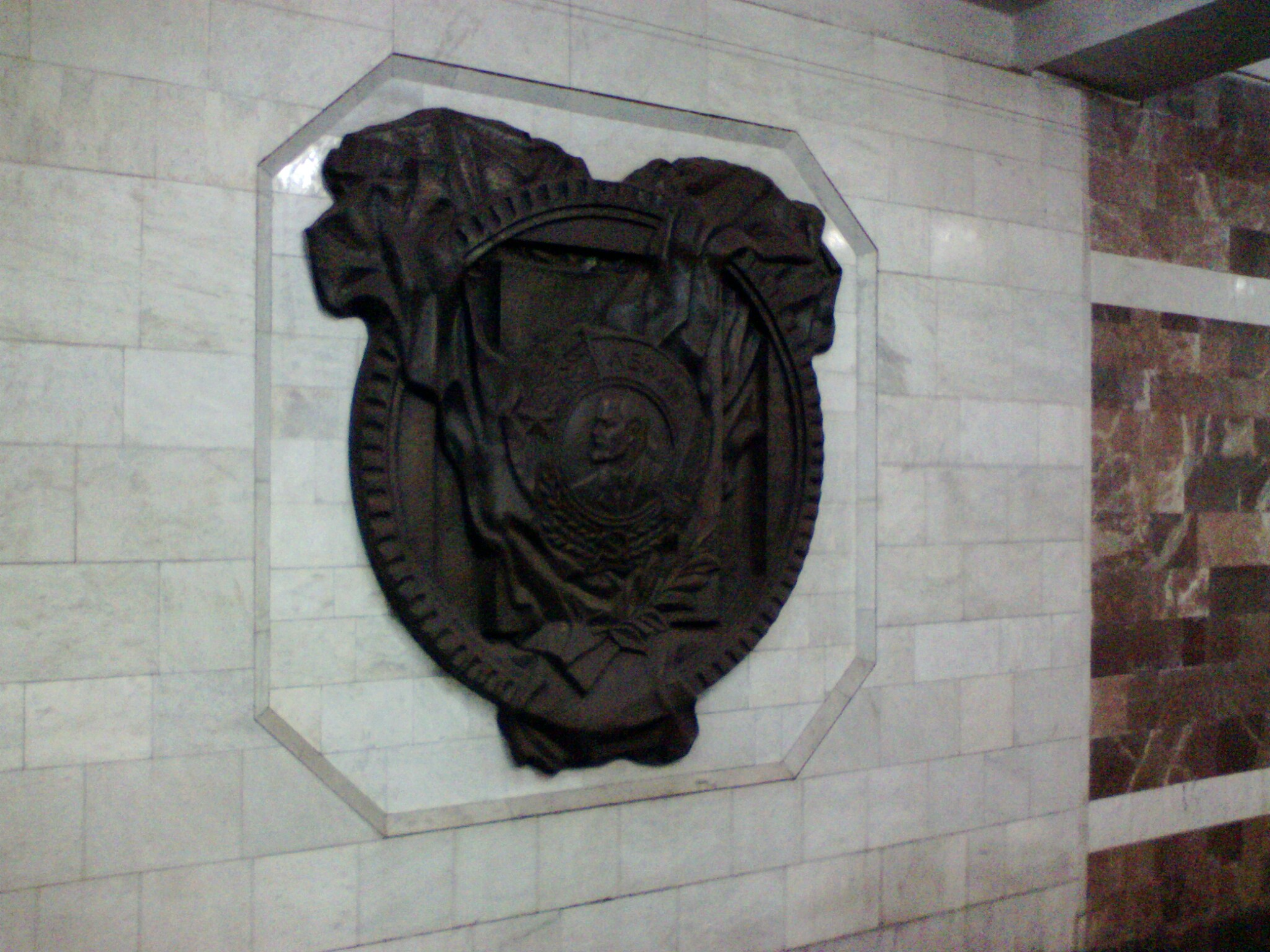
Барельєф (нині демонтований)